# Ana Romana de Aragão Calmon
Ana Romana de Aragão Calmon, primeira baronesa e condessa de Itapajipe (Bahia, 9 de agosto de 1784 – Rio de Janeiro, 10 de novembro de 1862), foi uma nobre que exerceu diversas funções palacianas, como de dama do paço, de camareira-mor da imperatriz e de dama camarista da princesa imperial do Brasil. Acompanhou a futura D. Maria II de Portugal em sua viagem a Portugal.

## Biografía

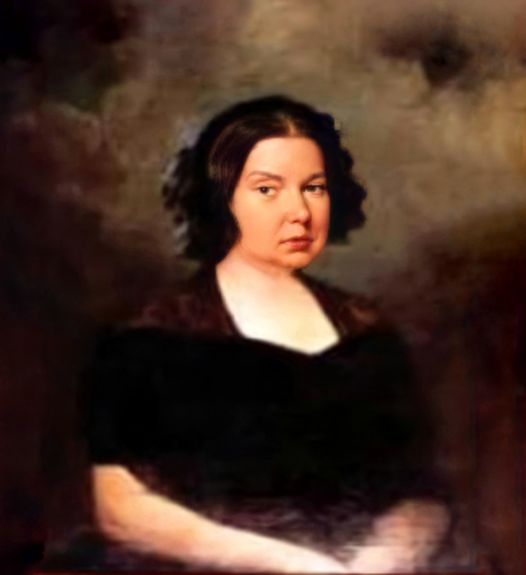
Ana Romana de Aragão Calmon, a Condessa de Itapajipe

Filha de José Góis de Sequeira e Luísa Antônia Calmon du Pin e Almeida. Casou-se em 5 de novembro de 1800, na Capela de São Gonçalo do Camoroji, Salvador, com o fidalgo Francisco Xavier da Silva Cabral, conselheiro e desembargador do reino de Portugal.

## Descendência
Foram pais de; 
1. Francisco Xavier Cabral da Silva, 2° barão com grandeza de Itapajipe.
2. Maria Leonor Cabral de Aragão Calmon, casada com João de Campos Navarro de Andrade, primeiro barão de Sande.
3. Maria Francisca de Aragão Calmon da Silva Cabral, casada com Nicolau António Nogueira do Vale da Gama, barão e visconde de Nogueira da Gama.

avós de Francisco Xavier Calmon Cabral da Silva, 3° barão de Itapajipe.

## Títulos
Agraciada com o baronato de criado por decreto de 12 de dezembro de 1825 e com o condado por decreto de 12 de outubro de 1826, ambos de D. Pedro I do Brasil. Título de origem toponímica, tomado a um riacho baiano.